# Џон Незбит
Џон Незбит (енгл. John Naisbitt; Солт Лејк Сити, 15. јануар 1929 — Фелден ам Вертерзе, 8. април 2021) био је амерички публициста, футуролог и говорник. Његова прва књига Мегатрендови издата је 1982. и била је резултат његовог десетогодишњег рада. Скоро две године налазила се на листи бестселера Њујорк тајмса. Објављена је у 57 држава и продата у више од 14 милиона копија.

## Књиге
- 1982. Мегатрендови (Megatrends. Ten New Directions Transforming Our Lives.), Ворнер букс
- 1985. Поновно стварање корпорације (Reinventing the Corporation. Transforming Your Job and Your Company for the New Information Society.), Ворнер букс
- 1990. Мегатрендови двехиљадите: Десет нових трендова за деведесете
- 1994. Глобални парадокс: Што већа светска економија, то јачи мали играчи
- 1996. Мегатрендови Азије: Осам азијских мегатрендова дају облик нашем свету (Megatrends Asia. Eight Asian Megatrends That Are Reshaping Our World.), Симон и Шустер
- 2001. Висока технологија/Високи додир
- 2006. Начин размишљања
- 2010. China's Megatrends: The 8 Pillars of a New Society